# Disneys renæssance
Disneys renæssance betegner perioden fra 1989 til 1999, hvor Walt Disney Feature Animation producerede en lang række anmelderroste og økonomisk succesfulde animationsfilm, som ofte var baseret på velkendte historier. Renæssancen kom efter flere år med adskillige fejlslående filmprojekter og store økonomiske omkostninger for studiet, og sammenlignes med en lignende periode mellem 1930'erne og 1960'erne, hvor animationsstudiets grundlægger Walt Disney oplevede stor succes med en lang række succesfulde animationsfilm.
Perioden startede med Den lille Havfrue (1989), som blev efterfulgt af Bernard og Bianca: SOS fra Australien (1990), Skønheden og Udyret (1991), Aladdin (1992), Løvernes Konge (1994), Pocahontas (1995), Klokkeren fra Notre Dame (1996), Herkules (1997), Mulan (1998), Tarzan (1999) og Fantasia 2000 (1999).
Der er enighed om at renæssancen startede med Den lille Havfrue i 1989, da filmen hurtigt blev en anmelder- og publikumssucces og blev den bedste indtjenende animationsfilm nogensinde. Der var derimod uenighed om, hvornår perioden definitivt sluttede, da filmene Pocahontas (1995), Klokkeren fra Notre Dame (1996) og Herkules (1997) oplevede markant mindre succes end forgængeren Løvernes Konge (1994). I retrospektiv anses filmen Tarzan (1999) dog som afslutningen på renæssancen, da filmen blev Disneys største kommercielle succes siden Løvernes Konge.